# United States Senate Committee on Environment and Public Works
Das United States Senate Committee on Environment and Public Works ist ein Ausschuss des US-Senats, der sich mit öffentlichen Bauten, insbesondere Infrastruktur und der Umwelt, beschäftigt. Der Ausschuss ging aus verschiedenen Ausschüssen für öffentliche Bauten hervor und beinhaltet seit 1977 auch explizit die Verantwortung für Umweltthemen.

## Mitglieder im 117. Kongress

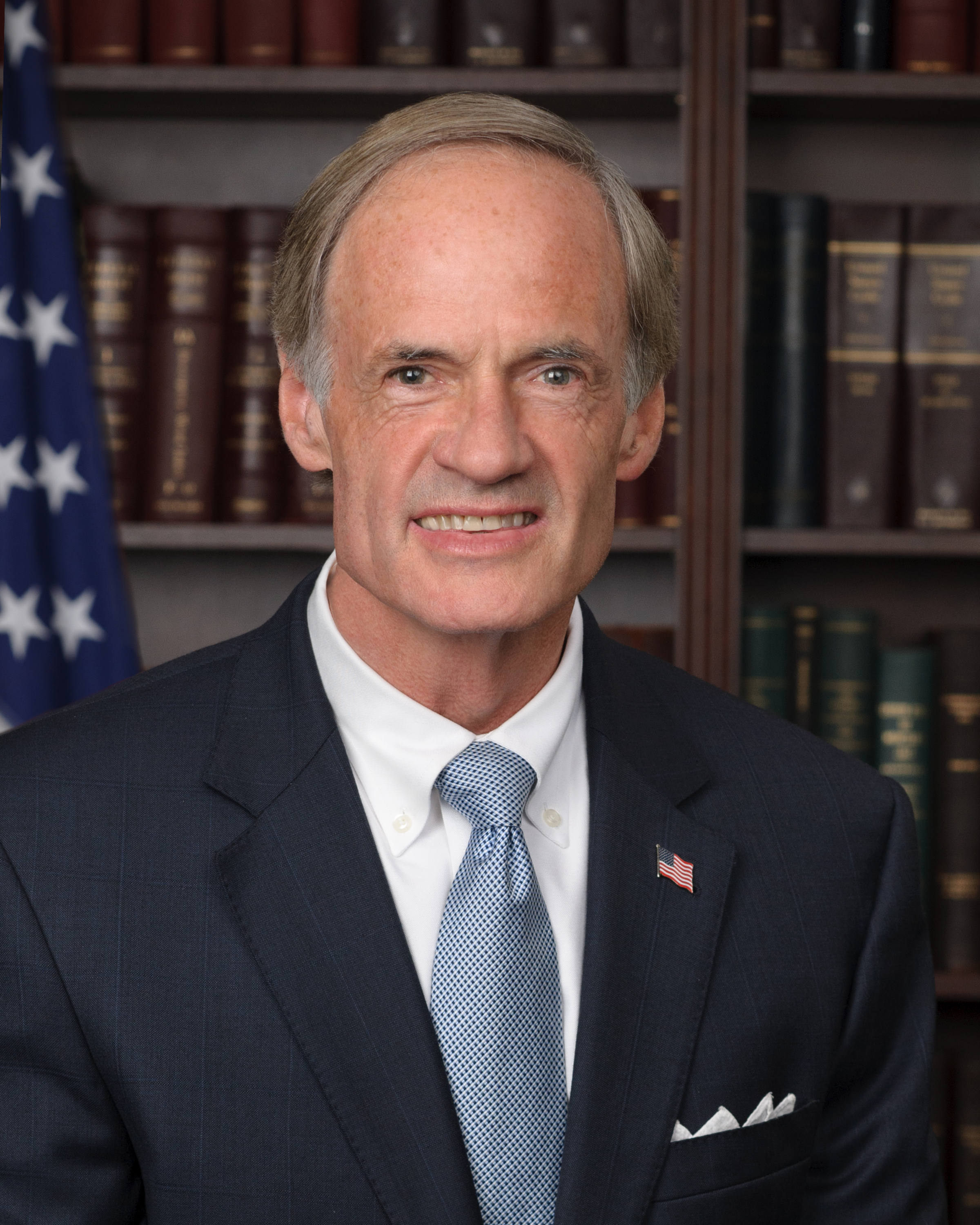
Tom Carper, derzeitiger Vorsitzender des Ausschusses

Ausschussvorsitzender ist seit 2021 der Demokrat Tom Carper aus Delaware, Ranking Member ist die Republikanerin Shelley Moore Capito aus West Virginia.

### Demokraten
| Senator                       | Staat         |
| Tom Carper, Chairman          | Delaware      |
| Ben Cardin                    | Maryland      |
| Bernie Sanders (Unabhängiger) | Vermont       |
| Sheldon Whitehouse            | Rhode Island  |
| Jeff Merkley                  | Oregon        |
| Ed Markey                     | Massachusetts |
| Tammy Duckworth               | Illinois      |
| Debbie Stabenow               | Michigan      |
| Mark Kelly                    | Arizona       |
| Alex Padilla                  | Kalifornien   |

### Republikaner
| Senator                              | Staat          |
| Shelley Moore Capito, Ranking Member | West Virginia  |
| Jim Inhofe                           | Oklahoma       |
| Kevin Cramer                         | North Dakota   |
| Cynthia Lummis                       | Wyoming        |
| Richard Shelby                       | Alabama        |
| John Boozman                         | Arkansas       |
| Roger Wicker                         | Mississippi    |
| Dan Sullivan                         | Alaska         |
| Joni Ernst                           | Iowa           |
| Lindsey Graham                       | South Carolina |

## Unterausschüsse
- Subcommittee on Chemical Safety, Waste Management, Environmental Justice, and Regulatory Oversight
  - Chairman: Jeff Merkley (D-OR)
  - Ranking Member: Roger Wicker (R-MS)
- Subcommittee on Clean Air, Climate, and Nuclear Safety
  - Chairman: Ed Markey (D-MA)
  - Ranking Member: Jim Inhofe (R-OK)
- Subcommittee on Transportation and Infrastructure
  - Chairman: Ben Cardin (D-MD)
  - Ranking Member: Kevin Cramer (R-ND)
- Subcommittee on Fisheries, Wildlife, and Water
  - Chairman: Tammy Duckworth (D-IL)
  - Ranking Member: Cynthia Lummis (R-WY)

## Ehemalige Vorsitzende

### Committee on Public Buildings, 1838–1857
- William Savin Fulton (D-AR) 1838–1841
- John Leeds Kerr (W-MD) 1841–1842
- William L. Dayton (W-NJ) 1842–1845
- Simon Cameron (D-PA) 1845–1846
- Jesse D. Bright (D-IN) 1846–1847
- Robert Mercer Taliaferro Hunter (D-VA) 1847–1851
- James Whitcomb (D-IN) 1851–1852
- Charles Tillinghast James (D-RI) 1852–1853
- James A. Bayard Jr. (D-DE) 1853–1857

### Joint Committee on Public Buildings and Grounds, 1857–1883
- Jesse D. Bright (D-IN) 1857–1861
- Solomon Foot (R-VT) 1861–1866
- B. Gratz Brown (R-MO) 1866–1867
- William P. Fessenden (R-ME) 1867–1869
- Justin Smith Morrill (R-VT) 1869–1878
- Henry L. Dawes (R-MA) 1878–1879
- Charles W. Jones (D-FL) 1879–1881
- Edward H. Rollins (R-NH) 1881–1883

### Committee on Public Buildings and Grounds, 1883–1947
- William Mahone (R-VA) 1883–1887
- Leland Stanford (R-CA) 1887–1893
- George Graham Vest (D-MO) 1893–1895
- Matthew Quay (R-PA) 1895–1899
- Charles W. Fairbanks (R-IN) 1899–1905
- Nathan B. Scott (R-WV) 1905–1911
- George Sutherland (R-UT) 1911–1913
- Claude A. Swanson (D-VA) 1913–1918
- James A. Reed (D-MO) 1918–1919
- Bert M. Fernald (R-ME) 1919–1926
- Irvine Lenroot (R-WI) 1926–1927
- Henry W. Keyes (R-NH) 1927–1933
- Tom Connally (D-TX) 1933–1942
- Francis T. Maloney (D-CT) 1942–1945
- Charles O. Andrews (D-FL) 1945–1947

### Senate Committee on Public Works, 1947–1977
- W. Chapman Revercomb (R-WV) 1947–1949
- Dennis Chavez (D-NM) 1949–1953
- Edward Martin (R-PA) 1953–1955
- Dennis Chavez (D-NM) 1955–1962
- Patrick V. McNamara (D-MI) 1962–1966
- Jennings Randolph (D-WV) 1966–1977

### Senate Committee on Environment and Public Works, seit 1977
- Jennings Randolph (D-WV) 1977–1981
- Robert Stafford (R-VT) 1981–1987
- Quentin N. Burdick (D-ND) 1987–1992
- Daniel Patrick Moynihan (D-NY) 1992–1993
- Max Baucus (D-MT) 1993–1995
- John Chafee (R-RI) 1995–1999
- Robert C. Smith (R-NH) 1999–2001
- Harry Reid (D-NV) 2001
- Robert C. Smith (R-NH) 2001
- Jim Jeffords (I-VT) 2001–2003
- Jim Inhofe (R-OK) 2003–2007
- Barbara Boxer (D-CA) 2007–2015
- Jim Inhofe (R-OK) 2015–2017
- John Barrasso (R-WY) 2017–2021
- Tom Carper (D-DE) 2021–